# Fyen Rundt 2019
Fyen Rundt 2019 var den 109. udgave af cykelløbet Fyen Rundt. Løbet var kategoriseret som 1.2 og var en del af UCI Europe Tour-kalenderen. Det blev arrangeret 18. august 2019. Det blev vundet af danske Rasmus Quaade fra Riwal Readynez Cycling Team.

## Hold og ryttere
| Professionelle kontinentalhold | Professionelle kontinentalhold | Professionelle kontinentalhold |
| Holdets navn                   | Land                           | Kode                           |
| ------------------------------ | ------------------------------ | ------------------------------ |
| Riwal Readynez Cycling Team    | Danmark                        | RIW                            |
| Israel Cycling Academy         | Israel                         | ICA                            |
| W52-FC Porto                   | Portugal                       | W52                            |

| Kontinentalhold       | Kontinentalhold | Kontinentalhold |
| Holdets navn          | Land            | Kode            |
| --------------------- | --------------- | --------------- |
| BHS-Almeborg Bornholm | Danmark         | ABB             |
| Team Waoo             | Danmark         | WAO             |
| Team ColoQuick        | Danmark         | TCQ             |

| Regional- og klubhold         | Regional- og klubhold | Regional- og klubhold |
| Holdets navn                  | Land                  | Kode                  |
| ----------------------------- | --------------------- | --------------------- |
| Asker CK Elite                | Norge                 | -                     |
| Bygdø IL                      | Norge                 | -                     |
| Give Cykelklub                | Danmark               | -                     |
| Team OK Kvickly Odder         | Danmark               | -                     |
| Ryska Posten Racing           | Sverige               | -                     |
| Team AURA Energi-JS.dk        | Danmark               | -                     |
| Team Giro Cycling Sweden      | Sverige               | -                     |
| Team Herning CK Elite         | Danmark               | -                     |
| IBT-Ridley Carl Ras-Sydkysten | Danmark               | -                     |
| Team Integra Advokater-Giant  | Danmark               | -                     |
| O.B. Wiik-Dan Stillads        | Danmark               | -                     |
| Track Team Odense             | Danmark               | -                     |

## Resultater
| \| Samlede stilling \| Samlede stilling \| Samlede stilling \| Samlede stilling \| Samlede stilling \| \| Rytter \| Rytter \| Hold \| Tid \| \| \| ---------------- \| -------------------------- \| ----------------------------- \| ---------------- \| ---------------- \| \| 1. \| Rasmus Quaade \| Riwal Readynez \| 4t 29' 32" \| \| \| 2. \| Nicklas Amdi Pedersen \| BHS-Almeborg Bornholm \| + 35" \| \| \| 3. \| Mattias Skjelmose \| IBT-Ridley Carl Ras-Sydkysten \| + 36" \| \| \| 4. \| Emil Vinjebo \| Riwal Readynez \| + 36" \| \| \| 5. \| Daniel Lyhne \| ColoQuick \| + 36" \| \| \| 6. \| Mads Østergaard Kristensen \| Herning CK Elite \| + 36" \| \| \| 7. \| Samuel Caldeira \| W52-FC Porto \| + 36" \| \| \| 8. \| Jon Sæverås Breivold \| Bygdø Idrettslag \| + 37" \| \| \| 9. \| Conor Dunne \| Israel Cycling Academy \| + 37" \| \| \| 10. \| Emil Toudal \| BHS-Almeborg Bornholm \| + 1' 51" \| \| |                            |                               |            |
| |                            |                               |            |
| Kilde: ProCyclingStats |                            |                               |            |
| Samlede stilling |                            |                               |            |
| Rytter | Rytter                     | Hold                          | Tid        |
| 1. | Rasmus Quaade              | Riwal Readynez                | 4t 29' 32" |
| 2. | Nicklas Amdi Pedersen      | BHS-Almeborg Bornholm         | + 35"      |
| 3. | Mattias Skjelmose          | IBT-Ridley Carl Ras-Sydkysten | + 36"      |
| 4. | Emil Vinjebo               | Riwal Readynez                | + 36"      |
| 5. | Daniel Lyhne               | ColoQuick                     | + 36"      |
| 6. | Mads Østergaard Kristensen | Herning CK Elite              | + 36"      |
| 7. | Samuel Caldeira            | W52-FC Porto                  | + 36"      |
| 8. | Jon Sæverås Breivold       | Bygdø Idrettslag              | + 37"      |
| 9. | Conor Dunne                | Israel Cycling Academy        | + 37"      |
| 10. | Emil Toudal                | BHS-Almeborg Bornholm         | + 1' 51"   |